# حمله (فیلم ۱۹۸۶)
حمله (هلندی: De aanslag) یک فیلم به کارگردانی فونس رادماکرس است که در سال ۱۹۸۶ منتشر شد. از بازیگران آن می‌توان به مونیک فن ده فن اشاره کرد. این فیلم، اقتباسی سینمایی از کتاب حمله اثر هری مولیش است. این فیلم در ۱۹۸۶، برنده جایزه اسکار بهترین فیلم خارجی‌زبان شده‌است.